# Бриджуотер
Бри́джуотер (англ. Bridgwater) — город в графстве Сомерсет (Англия), административный центр района Седжмур. 
Население — 41 276 человек на 2014 год.
Здесь ежегодно 5 ноября или в пятницу перед этим днём происходит большой карнавал Гая Фокса (Guy Fawkes).
В городе расположена модель Плутона — часть композиции «Модель Солнечной системы в Сомерсете».

## Галерея

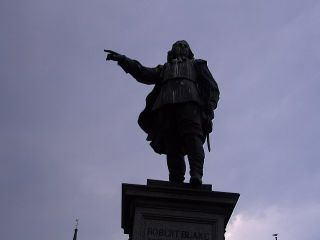
Памятник Блейку
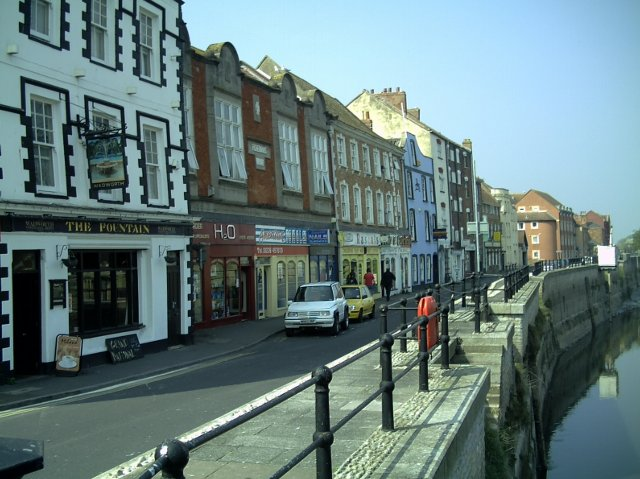
Улица Уэст-Ки
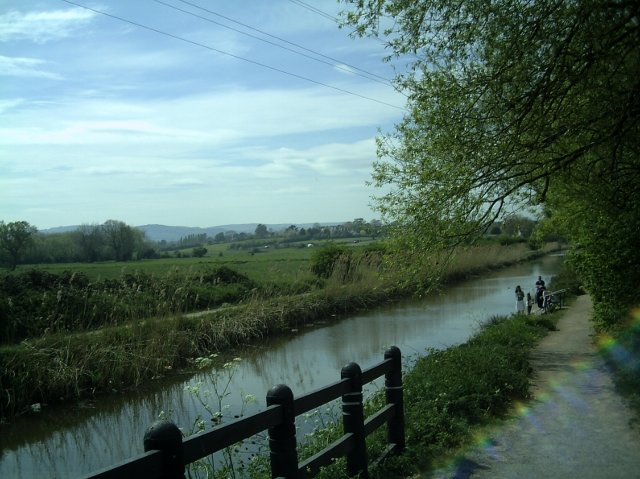
Канал Бриджуотер-энд-Тонтон[англ.]
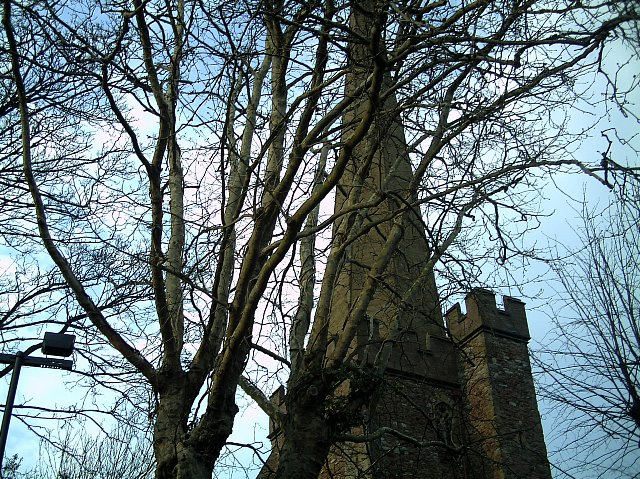
Костёл св. Марии Магдалены
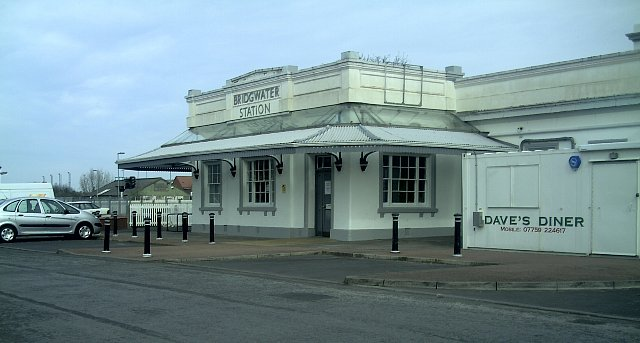
Вокзал
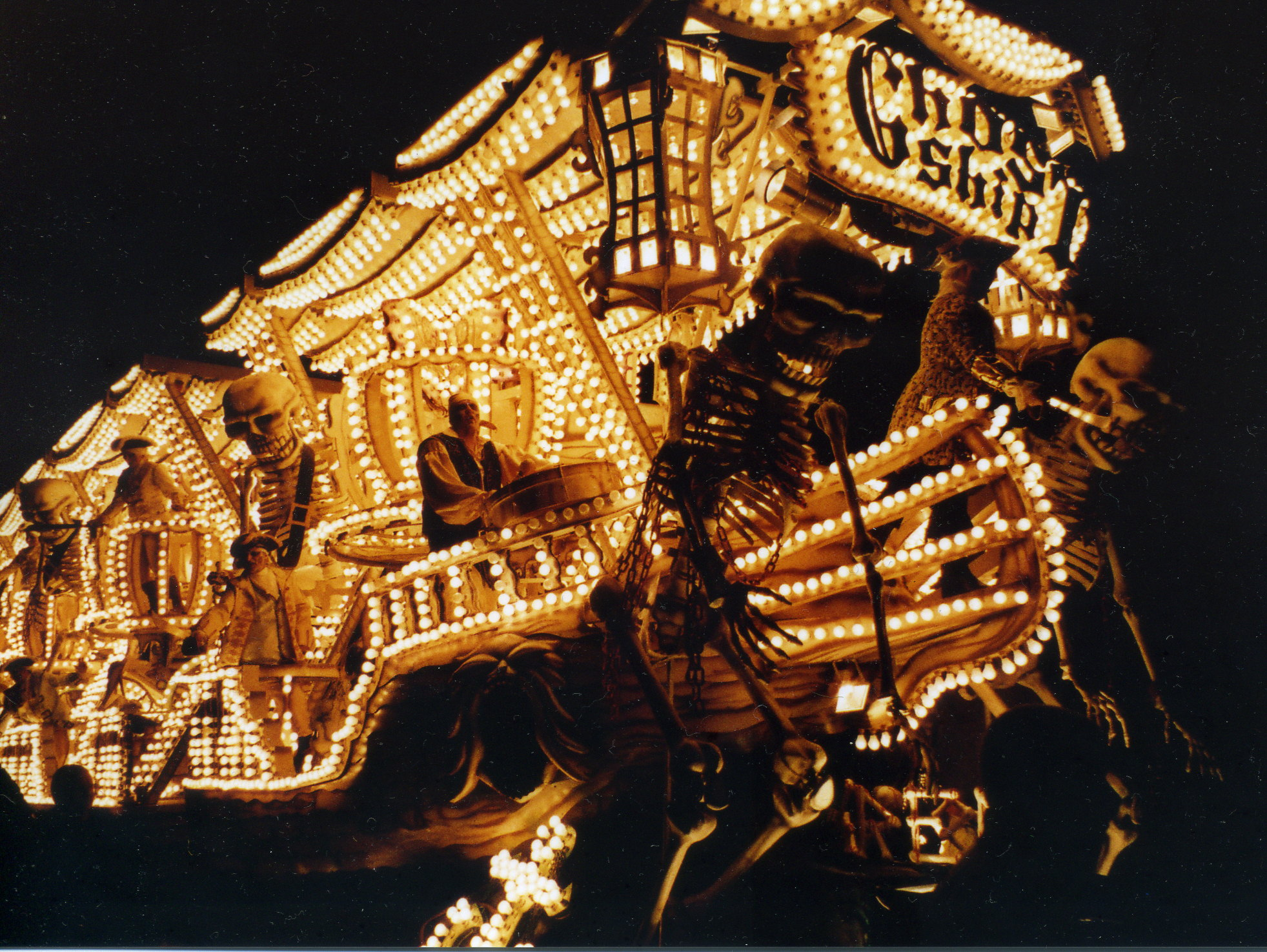
Карнавал